# Der Staatsanwalt hat das Wort: Der Brief aus Slubice
Der Brief aus Slubice ist ein deutscher Fernsehfilm von Horst Zaeske aus dem Jahr 1976. Das kriminologische Fernsehspiel erschien als 47. Folge der Filmreihe Der Staatsanwalt hat das Wort.

## Handlung
Wo Harry Korn erscheint, ist immer was los. Seine Sportfreunde weiß er für die Renovierung des Klubraumes zu begeistern, das Wettangeln und die anschließende Versteigerung werden zu einem großen Spaß für alle. Als Straßenbahnfahrer ist er umsichtig und hilfsbereit. Warum er menschlich versagt und mit dem Gesetz in Konflikt gerät? Aus Maßlosigkeit und mangelnder Ehrlichkeit – gegenüber seinen Freunden, seiner Frau und auch seiner Mutter. Sitzt er in der Klemme, findet er, wie es scheint, immer einen Ausweg. Eine ganz schlechte Idee aber ist schließlich der Brief aus Slubice. Der Bittgang zu seiner Mutter bleibt seine letzte Rettung. Aber diesmal will und kann sie ihm nicht helfen.

## Produktion
Der Brief aus Slubice entstand 1976 im Zuständigkeitsbereich des DDR-Fernsehens, Bereich Kunst und Kulturpolitik, Polizeiruf/Staatsanwalt. 
Szenenbild: Heinz-Helmut Bruder; Kostüm: Ursula Rotte; Dramaturgie: Käthe Riemann; Kommentare: Peter Przybylski.
Der Film ist verschollen.